# خان ومنزل سرخ
خان ومنزل سرخ (بالفارسية: کاروانسرای خانه سرخ) هو منزل وخان تاريخي يعود إلى عصر القاجاريون، ويقع في مقاطعة سيرجان.